# Ned Jarrett

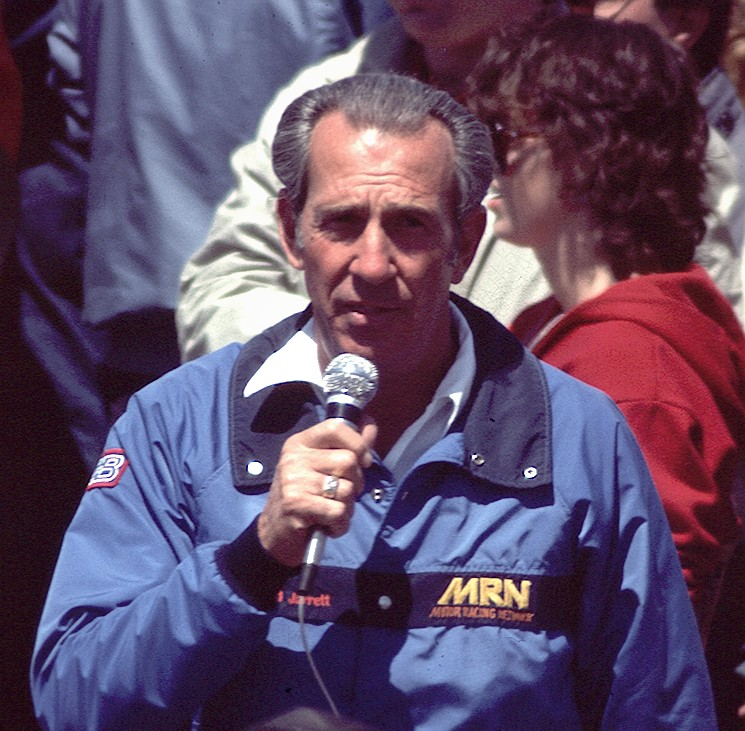
Ned Jarrett 2008

Ned Jarrett (* 12. Oktober 1932 in Newton, North Carolina) ist ein ehemaliger US-amerikanischer Automobilrennfahrer und zweifacher Meister in der NASCAR Grand National-Serie. Er ist der Vater von NASCAR-Rennfahrer Dale Jarrett, der 1999 ebenfalls die Meisterschaft gewinnen konnte.
Jarrett war für sein zurückhaltendes Benehmen auch als „Gentleman Ned Jarrett“ bekannt, gleichzeitig war er ein harter Gegner auf der Rennstrecke.

## Karriere
Jarretts Verbindung zu Autos wurde schon in frühen Jahren aufgebaut, als sein Vater ihm im Alter von neun Jahren den Familienwagen sonntags zur Kirche fahren ließ. Im Alter von 17 Jahren arbeitete er in der Sägemühle seines Vaters, aber eigentlich wollte er Rennen fahren. Sein Vater allerdings wusste von der Verbindung vieler Fahrer zur Moonshine-Szene und war dagegen.
Sein erstes Rennen fuhr er dann im Jahre 1952 auf dem Hickory Motor Speedway in North Carolina. Er steuerte einen Ford Sportsman, den er zusammen mit seinem Schwager besaß, und beendete das Rennen als Zehnter. Seinem Vater gefiel diese Entwicklung nicht, und er sagte ihm, dass er zwar an Autos arbeiten, nicht aber diese fahren solle. Jarrett nutzte im weiteren Verlauf die Chance, als sein Schwager krank war, und trat unter seinem Namen bei einem Rennen an, dass er als Zweiter beendete. Aufgrund des Erfolges trat er bei weiteren Rennen an, bis er von seinem Vater erwischt wurde, als er eines gewann. Sein Vater sagte ihm daraufhin, dass wenn er schon Rennen fährt, er wenigstens unter seinem eigenen Namen antreten solle.
Sein erstes richtiges NASCAR-Rennen fuhr Jarrett beim Southern 500 der Saison 1953 auf dem Darlington Raceway, nachdem er zuvor in Hickory keine Runde absolvieren konnte. Auch das Southern 500 verlief wenig erfolgreich, als nach zehn Runden ein Oil-Leck im Motor seines Oldsmobile ihn zur Aufgabe zwangen. In der Saison 1955 wurde er dagegen Streckenmeister in Hickory.
In der Sportsman Series, der späteren Nationwide Series belegte Jarrett in der Saison 1956 den zweiten Platz in der Meisterschaft und gewann sie in den beiden folgenden Saisons 1957 und 1958.
Ab der Saison 1959 verfolgte Jarrett eine Karriere in der Grand National Serie. Er kaufte einen Ford Junior Johnson für 2000 US-Dollar. Da er nicht das Geld besaß, um den Scheck zu decken, wartete er bis Bankenschluss, bevor er ihn ausstellte, trat in zwei Rennen an, die er beide gewann, und bezahlte mit der Siegprämie den Wagen.
In der Saison 1960 gewann Jarrett fünf Rennen und beendete die Meisterschaft als Fünfter. In der darauffolgenden Saison gewann er nur ein Rennen, sicherte sich aber die Meisterschaft vor Rex White. In den 46 Rennen, bei denen er antrat, lag er bei der Zieldurchfahrt 34 Mal unter den Top 10, darunter 23 Mal unter den Top 5.
Nachdem Jarrett die Saison 1962 als Dritter und die Saison 1963 als Vierter in der Meisterschaft beendet hatte, wechselte er in der Saison 1964 zum Team von Bondy Long, welches von Ford unterstützt wurde. In dieser Saison gewann er 15 Rennen, darunter sein erster Sieg auf einem Superspeedway auf dem Atlanta Motor Speedway, musste sich in der Meisterschaft aber Richard Petty geschlagen geben.
Mit 13 Siegen sicherte er sich in der folgenden Saison 1965 zum zweiten Mal die Meisterschaft. Dabei sollte sein Sieg auf dem Southern 500 in Darlington in die Geschichte eingehen. 44 Runden vor dem Ziel kämpften Fred Lorenzen und Darel Dieringer mit erheblichem Vorsprung vor Jarrett um die Führung, als beide Probleme mit dem Motor bekamen. Lorenzen fiel aus und Dieringer konnte mit langsamer Fahrweise als Dritter das Ziel erreichen. Jarrett hingegen gewann das Rennen mit einem Vorsprung von 14 Runden, welches der größte Vorsprung eines Siegers in der Geschichte ist.
In der Saison 1966 kündigte Ford an, dass sie sich aus NASCAR zurückziehen werden. Jarrett entschied sich daraufhin im Alter von 34 Jahren zurückzutreten. Er ist damit der einzige Fahrer, der als amtierender Meister zurückgetreten ist.
Nachdem Jarrett vom aktiven Rennsport zurückgetreten war, arbeitete er zunächst als Makler, bevor er als Kommentator zurückkehren sollte.
Er ist Vater von zwei Söhnen, Glenn (* 1950) und Dale (* 1956).

## Kommentator
In den frühen 1960er Jahren produzierte Jarrett ein Radioprogramm eines Lokalsenders in Newton, North Carolina. Seine Sendung wurde von lokalen Sponsoren unterstützt, darunter Earl Holder, dem Besitzer des Senders, der ihm ein Aufnahmestudio zu günstigen Konditionen zur Verfügung stellte. Da er nebenbei auch noch Rennen fahren musste, nahm er öfters mehrere Sendungen auf einmal auf.
Im Jahr 1978 wurde er Kommentator beim Radiosender MRN Radio. In dieser Funktion interviewte er unter anderem den Präsidenten der Vereinigten Staaten, Ronald Reagan, live beim Firecracker 400 auf dem Daytona International Speedway des Jahres 1984, dem Rennen, bei dem Richard Petty seinen 200. Sieg erzielte.
Jarrett war ebenfalls ein Fernsehkommentator für CBS, ESPN und Fox Sports Net an der Seite von Ken Squier, David Hobbs, Chris Economaki, Bob Jenkins, Benny Parsons, Buddy Baker, Neil Bonnett und Mike Joy.